# Temporada 1986-87 de los Denver Nuggets
La temporada 1986-87 fue la undécima de los Denver Nuggets en la NBA, tras la fusión de la liga con la ABA, donde había jugado nueve temporadas. La temporada regular acabó con 37 victorias y 45 derrotas, ocupando el octavo puesto de la conferencia Oeste, clasificándose para los playoffs, en los que cayeron en primera ronda de la Conferencia Oeste ante Los Angeles Lakers.

## Elecciones en elDraft
| Ronda | Puesto | Jugador           | Posición | Nacionalidad   | Universidad    |
| ----- | ------ | ----------------- | -------- | -------------- | -------------- |
| 1     | 16     | Maurice Martin    | SF/SG    | Estados Unidos | Saint Joseph's |
| 1     | 18     | Mark Alarie       | PF       | Estados Unidos | Duke           |
| 6     | 133    | Anthony Frederick | Alero    | Estados Unidos | Pepperdine     |

## Temporada regular
| División Medio Oeste | División Medio Oeste | División Medio Oeste | División Medio Oeste | División Medio Oeste | División Medio Oeste | División Medio Oeste | División Medio Oeste | División Medio Oeste |
| Equipo               | G                    | P                    | %                    | PD                   | Casa                 | Fuera                | Div                  |                      |
| -------------------- | -------------------- | -------------------- | -------------------- | -------------------- | -------------------- | -------------------- | -------------------- | -------------------- |
| y-Dallas Mavericks   | 55                   | 27                   | .671                 | –                    | 35–6                 | 20–21                | 19–11                |                      |
| x-Utah Jazz          | 44                   | 38                   | .537                 | 11                   | 31–10                | 13–28                | 19–11                |                      |
| x-Houston Rockets    | 42                   | 40                   | .512                 | 13                   | 25–16                | 17–24                | 19–11                |                      |
| x-Denver Nuggets     | 37                   | 45                   | .451                 | 18                   | 27–14                | 10–31                | 14–16                |                      |
| Sacramento Kings     | 29                   | 53                   | .354                 | 26                   | 20–21                | 9–32                 | 10–20                |                      |
| San Antonio Spurs    | 28                   | 54                   | .341                 | 27                   | 21–20                | 7–34                 | 9–21                 |                      |

## Playoffs

### Primera ronda
Los Angeles Lakers  vs. Denver Nuggets 
| Fecha       | Partido                                    | Ciudad      |
| ----------- | ------------------------------------------ | ----------- |
| 23 de abril | Los Angeles Lakers 128, Denver Nuggets 95  | Los Angeles |
| 25 de abril | Los Angeles Lakers 139, Denver Nuggets 127 | Los Angeles |
| 29 de abril | Denver Nuggets 103, Los Angeles Lakers 140 | Denver      |
|             | Los Angeles Lakers gana las series 3-0     |             |

## Estadísticas
| Rk | Jugador         | Edad | P  | PT | MP   | TC   | TCI  | %TC  | T3  | T3I | %T3  | TL  | TLI | %TL   | RO  | RD  | RT  | AS  | RB  | TAP | BP  | FP  | PTS  |
| -- | --------------- | ---- | -- | -- | ---- | ---- | ---- | ---- | --- | --- | ---- | --- | --- | ----- | --- | --- | --- | --- | --- | --- | --- | --- | ---- |
| 1  | Alex English    | 33   | 82 | 82 | 37.6 | 11.8 | 23.4 | .503 | 0.0 | 0.2 | .267 | 5.0 | 5.9 | .844  | 1.8 | 2.4 | 4.2 | 5.1 | 0.9 | 0.3 | 2.6 | 2.6 | 28.6 |
| 2  | Fat Lever       | 26   | 82 | 82 | 37.2 | 7.8  | 16.7 | .469 | 0.3 | 1.1 | .239 | 3.0 | 3.8 | .782  | 2.6 | 6.3 | 8.9 | 8.0 | 2.5 | 0.4 | 2.0 | 2.7 | 18.9 |
| 3  | Bill Hanzlik    | 29   | 73 | 10 | 27.3 | 4.2  | 10.2 | .412 | 0.3 | 1.1 | .275 | 4.3 | 5.5 | .786  | 1.1 | 2.4 | 3.5 | 3.8 | 1.2 | 0.4 | 1.8 | 3.4 | 13.0 |
| 4  | Darrell Walker  | 25   | 81 | 25 | 24.9 | 4.4  | 9.2  | .482 | 0.0 | 0.0 | .000 | 3.4 | 4.5 | .745  | 1.9 | 2.1 | 4.0 | 3.5 | 1.5 | 0.5 | 2.3 | 2.8 | 12.2 |
| 5  | T.R. Dunn       | 31   | 81 | 53 | 23.9 | 1.5  | 3.4  | .428 | 0.0 | 0.0 | .000 | 0.4 | 0.7 | .655  | 1.1 | 2.1 | 3.3 | 1.8 | 1.2 | 0.3 | 0.4 | 2.0 | 3.4  |
| 6  | Wayne Cooper    | 30   | 69 | 64 | 22.6 | 3.4  | 7.6  | .448 | 0.0 | 0.0 | .000 | 1.1 | 1.6 | .725  | 2.3 | 4.5 | 6.9 | 1.0 | 0.2 | 1.5 | 1.1 | 3.7 | 8.0  |
| 7  | Danny Schayes   | 27   | 76 | 41 | 20.5 | 2.8  | 5.3  | .519 | 0.0 | 0.0 |      | 3.0 | 3.9 | .779  | 1.6 | 3.4 | 5.0 | 1.1 | 0.3 | 1.0 | 1.3 | 3.5 | 8.5  |
| 8  | Calvin Natt     | 30   | 1  | 1  | 20.0 | 4.0  | 10.0 | .400 | 0.0 | 0.0 |      | 2.0 | 2.0 | 1.000 | 2.0 | 3.0 | 5.0 | 2.0 | 1.0 | 0.0 | 1.0 | 2.0 | 10.0 |
| 9  | Mike Evans      | 31   | 81 | 4  | 19.3 | 4.1  | 9.0  | .458 | 0.7 | 2.1 | .314 | 1.2 | 1.5 | .780  | 0.4 | 1.1 | 1.6 | 2.3 | 1.0 | 0.1 | 1.3 | 1.8 | 10.1 |
| 10 | Blair Rasmussen | 24   | 74 | 23 | 19.2 | 3.6  | 7.7  | .470 | 0.0 | 0.0 |      | 2.3 | 3.1 | .732  | 2.5 | 3.8 | 6.3 | 0.8 | 0.3 | 0.8 | 1.1 | 3.0 | 9.5  |
| 11 | Mark Alarie     | 23   | 64 | 25 | 17.3 | 3.4  | 6.9  | .490 | 0.0 | 0.1 | .222 | 1.0 | 1.6 | .663  | 1.1 | 2.2 | 3.3 | 1.2 | 0.3 | 0.4 | 0.9 | 2.2 | 7.9  |
| 12 | Maurice Martin  | 22   | 43 | 0  | 6.7  | 1.2  | 3.1  | .378 | 0.1 | 0.3 | .200 | 1.0 | 1.5 | .636  | 0.3 | 0.7 | 1.0 | 0.8 | 0.3 | 0.1 | 0.8 | 1.1 | 3.4  |
| 13 | Otis Smith      | 23   | 28 | 0  | 6.0  | 1.2  | 2.8  | .418 | 0.0 | 0.1 | .000 | 0.4 | 0.8 | .571  | 0.6 | 0.6 | 1.2 | 0.8 | 0.0 | 0.0 | 0.7 | 1.1 | 2.8  |
| 14 | Pete Williams   | 21   | 5  | 0  | 2.0  | 0.2  | 0.4  | .500 | 0.0 | 0.0 |      | 0.0 | 0.0 |       | 0.0 | 0.2 | 0.2 | 0.2 | 0.0 | 0.0 | 0.2 | 0.2 | 0.4  |

## Galardones y récords
| Jugador         | Galardón                     |
| Lafayette Lever | 2.º Mejor quinteto de la NBA |
| Alex English    | All-Star                     |